# Польові Яуші
Польові Яуші́ (рос. Полевые Яуши, чув. Хирти Явăш) — присілок у складі Комсомольського району Чувашії, Росія. Входить до складу Альбусь-Сюрбеєвського сільського поселення.
Населення — 284 особи (2010; 271 у 2002).
Національний склад:
- чуваші — 97 %